# Torres Atrio
Les Tours Atrio sont deux futurs gratte-ciel en construction situés à Bogota en Colombie. La tour sud, en projet, s'élèvera à 317 mètres tandis que la tour nord  mesurera 231 mètres.